# Pedro Solbes
Pedro Solbes Mira (Pinoso, 31 de agosto de 1942 – 18 de março de 2023) foi um cientista político e um político independente espanhol, que integrou várias listas e governos do PSOE.

## Biografia
Depois de cursar seus estudos de bacharel em Alicante, fez doutorado em Ciência Política pela Universidade Complutense de Madrid, residente no Colégio Major Diego de Covarrubias. Foi também formado em direito pela Universidade Complutense e diplomado em economia europeia pela Université Libre de Bruxelles.
Desde 1968 como Técnico Comercial do Estado da Espanha ocupou distintos postos na administração espanhola. Ocupou o posto numero quinze nesta escala de administração. Foi um dos membros do grupo de trabalho para a negociação da adesão da Espanha à União Europeia e no final de 1985 foi nomeado Secretário de Estado para as relações com a União Europeia.
Em 1991 foi nomeado Ministro da Agricultura, Pesca e Alimentação da Espanha; e entre 1993 e 1996 ocupou o posto de Ministro da Economia e Fazenda da Espanha. Foi Presidente do Conselho “Ecofin” durante a Presidência espanhola da União Europeia no segundo semestre de 1995.
Nas eleições gerais de março de 1996 foi eleito deputado pela província de Alicante e durante seu período no Congresso dos Deputados presidiu a Comissão Mista do Parlamento espanhol sobre a União Europeia. Em setembro de 1999 foi nomeado membro da União Europeia, e foi dada a ele a carteira de Assuntos Econômicos e Monetários. Durante este período sua principal atividade foi a da introdução do euro e o reforço da coordenação das políticas econômicas na União Europeia.

## Segundo Vice-Presidente e ministro da Economia e Fazenda da Espanha (2004-2009)
Depois da chegada ao poder de José Luis Rodríguez Zapatero (agosto de 2004), Solbes foi Segundo Vice-Presidente e ministro da Economia e Fazenda da Espanha durante a VIII Legislatura.
Em janeiro de 2007 foi premiado pelo diário econômico El Boletín pelo seu trabalho como dirigente do Governo espanhol durante o ano de 2006. El Boletín destacou seus méritos para alcançar crescimento econômico, criação de emprego, superávit nas contas estatais e o controle da divida pública.
Foi confirmado ao iniciar o segundo mandato, que coincidiu com o inicio da crise econômica, cujos efeitos foram particularmente graves na Espanha, registrando-se uma grande perda de emprego.  Ao efetuar a remodelação do governo em 7 de abril de 2009, Solbes foi sucedido por Elena Salgado em ambos os cargos. O presidente expressou sua gratidão por sua "exemplar entrega, dedicação e tenacidade", a mídia conservadora, afirmou que sua sucessão foi causada por um desentendimento com o presidente sobre como lidar com a crise.

## Morte
Solbes morreu em 18 de março de 2023, aos oitenta anos.